# 鈴江璋子
鈴江 璋子（すずえ あきこ、1933年（昭和8年）3月 - ）は、日本の英文学者、実践女子大学名誉教授。

## 経歴
大阪市東淀川区生まれ。京都府立鴨沂高等学校卒業。1955年京都大学文学部英文科卒業。1962年同大学院博士課程満期退学。1965年龍谷大学文学部助教授、68年実践女子大学文学部助教授、75年教授、2004年定年、名誉教授、創価大学客員教授。2006-2010年日本ギャスケル協会会長。

## 著書
- 『アメリカ女性文学論』研究社出版 1995
- 『ジョン・アップダイク研究 初期作品を中心に』開文社出版 2003
- 『表層と内在 スタインベックの『エデンの東』をポストモダンに開く』南雲堂 2013

共編著
- 『英米文学のリヴァーブ 境界を超える意志』植野達郎共編著 開文社出版 2004

### 翻訳
- エドナ・オブライエン『愛のいけにえ』サンリオ 1980
- 『スタインベック全集　エデンの東』掛川和嘉子、有木恭子共訳 大阪教育図書 1999
- 『ギャスケル全集 5　シルヴィアの恋人たち』大阪教育図書 2003
- ジャック・ドベリス『ジョン・アップダイク事典』雄松堂出版 アメリカ文学ライブラリー 2006
- 『ギャスケル全集 別巻 1 (短編・ノンフィクション)』共訳 大阪教育図書 2008

## 参考
- 『現代日本人名録』2002
- 鈴江璋子教授 略歴、活動、業績「實踐英文學」2003-01-05